# Western Electric
Western Electric Company (WE, WECo) (рус. «Вестерн Электрик») — американская электротехническая компания, производственное подразделение компании AT&T с 1881 по 1995 годы. Компания известна как источник технических инноваций и ключевых разработок в области промышленного менеджмента. Она была разработчиком и производителем как гражданской (телефоны, оборудование телефонных станций, кабели и провода) так и военной (радары, системы управления ракет и самолётов, средства связи) продукции.
Выступала также в качестве агента для приобретения новых компаний-членов для Bell System.

## История
В 1856 году Джордж Шок, ремесленник и телеграфист, приобрел электротехническое предприятие в Кливленде, штат Огайо. В 1871 году оно стало компанией Western Electric, в 1881 году её контрольный пакет акций приобрела компания Bell Telephone, преобразованная затем в AT&T.
В 1915 году активы Western Electric Manufacturing были переданы недавно учрежденной компании в Нью-Йорке, где её переименовали в Western Electric Company Inc. Основная причина подобного решения заключалась в желании продвижения выпуска привилегированных акций компании, что запрещалось в штате Иллинойс.
В 1958 году компания основала Engineering Research Center (ERC) недалеко от Принстона, штат Нью-Джерси. С условиями, отличными от Bell Labs, ERC была одной из первых исследовательских организаций, занимающихся исключительно развитием науки, ориентированной на производство, а не на продукцию.
Первым журналом для сотрудников был Western Electric News, вышедший в марте 1912 года (Том 1, Номер 1) при президенте компании Гарри Бейтсе Тайере. Его цель заключалась в том, чтобы обеспечить форум, на котором можно было бы обмениваться идеями, регистрировать события и деятельность компании, и служить в качестве центра обмена технической и коммерческой информацией, представляющей большую ценность для сотрудников.
В 1983 году после разделения AT&T компания была ликвидирована, но бренд Western Electric продолжал использоваться компанией AT&T Technologies до 1996 года, когда AT&T Technologies была преобразована в Lucent Technologies.

## NASA
В 1960 году NASA заключило с Western Electric контракт на сумму более $33,000,000 (что эквивалентно $285,195,726 на 2019 год) на проектирование и создание системы слежения для программы Project Mercury. В рамках этих усилий, инженеры Western Electric обучили диспетчеров дистанционно-управляемому полету, а также диспетчерский центр Project Mercury и рабочий персонал.